# Station Kirchhorsten
Station Kirchhorsten (Bahnhof Kirchhorsten) is een spoorwegstation in de Duitse plaats Helpsen in de deelstaat Nedersaksen. Het station ligt aan de spoorlijn Hannover - Minden. De naam van het station komt van het dorp Kirchhorsten, dat op een kilometer afstand van het station ligt. Het station ligt in de gemeente Helpsen.

## Indeling
Het station heeft twee zijperrons, die niet overkapt zijn maar zijn voorzien met abri's. De perrons zijn onderling verbonden via een fiets- en voetgangerstunnel, deze tunnel verbindt beide zijde van de straat Bahnhofstraße. De perrons zelf zijn te bereiken via een hellingbaan. De baanvaksnelheid is op de spoorlijn 200 km/h, waardoor een deel van de perrons afgestreept is in verband met de veiligheid. Aan beide zijde van de sporen zijn er fietsenstallingen en parkeerplaatsen. De bushalte van het station ligt aan de zuidkant van de sporen.

## Verbindingen
Het station is onderdeel van de S-Bahn van Hannover, die wordt geëxploiteerd door DB Regio Nord. De volgende treinserie doet het station Kirchhorsten aan:
| Serie | Treinsoort             | Route                                                                                           | Bijzonderheden |
| ----- | ---------------------- | ----------------------------------------------------------------------------------------------- | -------------- |
| S1    | S-Bahn (DB Regio Nord) | Minden (Westf) – Kirchhorsten – Haste – Seelze – Hannover Hbf – Weetzen – Barsinghausen – Haste |                |

Hannover Hbf ·
Hannover-Nordstadt ·
Hannover-Leinhausen · 
Letter ·
Seelze ·
Dedensen/Gümmer ·
Wunstorf ·
Haste ·
Lindhorst ·
Stadthagen ·
Kirchhorsten ·
Bückeburg ·
Minden (Westf) ·
Porta Westfalica ·
Bad Oeynhausen ·
Löhne (Westf) ·
Hiddenhausen-Schweicheln ·
Herford ·
Brake ·
Bielefeld Hbf ·
Brackwede ·
Isselhorst-Avenwedde ·
Gütersloh Hbf ·
Rheda-Wiedenbrück ·
Oelde ·
Neubeckum ·
Ahlen (Westf) ·
Heessen ·
Hamm (Westf)